# Connochaetes taurinus taurinus
Connochaetes taurinus taurinus (лат.) — подвид голубого гну — млекопитающего из семейства полорогих.

## Описание
У представителей подвида очень крепкая грудь. Хвост чёрный, намного похож на хвост лошади. Как самец, так и самка, обладают рогами, хотя у самки они гораздо менее прочные. Рога растут наружу, вверх и, наконец, направляются внутрь. Борода чёрная.
Питаются в основном широким разнообразием трав, хотя также могут есть суккулентные растения и ветвистые кустарники.

## Ареал и места обитания
Ареал подвида включает территорию ЮАР, Мозамбика, Зимбабве, Анголы, Намибии, Замбии и Ботсваны.
Обитает в открытой саванне с лесистыми районами и травянистыми равнинами.